# Berry Head, Antarktis
Berry Head är en udde i Antarktis. Den ligger på Signy Island i Sydorkneyöarna. Argentina och Storbritannien gör anspråk på området.
Terrängen inåt land är huvudsakligen kuperad, men norrut är den bergig. Havet är nära Berry Head söderut. Trakten är obefolkad.